# فيليبي كرسبو
فيليبي كرسبو (بالإنجليزية: Felipe Crespo)‏ هو لاعب كرة قاعدة أمريكي، ولد في 5 مارس 1973 في ريو بيدراس ‏ في بورتوريكو.

## وصلات خارجية
- فيليبي كرسبو على موقع دوري كرة القاعدة الرئيسي (الإنجليزية)
- فيليبي كرسبو على موقع الدوري الياباني لكرة القاعدة (الإنجليزية)
- فيليبي كرسبو على موقعبيزبول رفرنس.كوم (الدوري الرئيسي) (الإنجليزية)
- فيليبي كرسبو على موقعبيزبول رفرنس.كوم (الدوري الثانوي) (الإنجليزية)
- فيليبي كرسبو على موقع إي إس بي إن.كوم (أم.أل.بي) (الإنجليزية)
- فيليبي كرسبو على موقع مشجعي الرسوم البيانية (الإنجليزية)